# Kate Millett
Kate Millett, född 14 september 1934 i Saint Paul i Minnesota, död 6 september 2017 i Paris i Frankrike, var en amerikansk radikalfeminist, författare och aktivist. Mest känd är hon för sin bok Sexual Politics (svenska: Sexualpolitiken) från 1970, i vilken hon kritiserar patriarkatets roll i det västerländska samhället och litteraturen och i synnerhet angriper sexismen och heterosexismen hos kända romanförfattare som D.H. Lawrence, Henry Miller och Norman Mailer genom att kontrastera deras uppfattningar mot den homosexuelle författaren Jean Genet.
Millett flyttade till Japan 1961 och gifte sig med skulptören Fumio Yoshimura 1965. Under 1960- och 1970-talet var hon aktiv inom feministisk politik och 1966 blev hon medlem av styrelsen för National Organisation for Women. 1985 skilde hon sig från Fumio Yoshimura.
1971 startade Millett ett projekt för att köpa upp och restaurera byggnader i närheten av Poughkeepsie i New York. Projektet utvecklades så småningom till att bli Women's Art Colony Farm, ett kollektiv av kvinnliga konstnärer och författare.
I boken Flying från 1977 skildrar hon sitt äktenskap med den japanske skulptören och sina affärer med kvinnor. 1979 reste hon till Iran för att kämpa för kvinnors rättigheter. Hon utvisades snart och skrev boken Going to Iran om sina erfarenheter i landet.

## Biografi

### Uppväxt och skolgång
Millett föddes i Saint Paul, Minnesotas huvudstad, år 1934, till modern Helen Feely Millett och fadern James Albert Millett. Hon hade två systrar: Sally Millett Rau och Mallory Millett Danaher. Föräldrarna var strikta katoliker och Millett gick därför i konfessionella skolor. Millett har själv uttryckt sig om att hon hade en olycklig barndom; familjen hade ont om pengar och fadern James, som hon har beskrivit som otroligt skrämmande, slog dem. James, en ingenjör, var alkoholist och övergav familjen då Millett var fjorton år gammal. Modern Helen, som jobbade som lärare och försäljare, fick då ensam försörja deras tre döttrar. Under uppväxten förtvinade Milletts tro, trots alla konfessionella skolor, medan hon blev allt mer upprorisk.
Millett utexaminerades från University of Minnesota år 1956, som filosofie kandidat i engelsk litteratur, med distinktionsbetyg, och blev dessutom utvald till medlem av det exklusiva studentföreningen Phi Beta Kappa. Hon gick vidare till St Hilda's College i Oxford, efter att en rik släkting – orolig för hennes rebelliska beteende – erbjöd sig skicka henne dit för att kunna ta en examen. Där studerade hon sedan engelsk litteratur i två år, varefter hon återvände till USA med toppbetyg.

### Karriär och fortsatt utbildning
Efter att hon fått sin examen från Oxford skaffade Millett sin första post vid University of North California, där hon undervisade i engelska en kort tid innan hon mitt under terminen sade upp sig. Millett flyttade till New York för att fokusera på måleri och skulpterande, och försörjde sig under denna tid genom att arbeta som kontorist på en bank och som förskollärare i stadsdelen Harlem. Hennes bostad i New York fungerade samtidigt som hennes studio.
Millett fortsatte skulptera i Japan, samtidigt som hon undervisade engelska vid Wasedauniversitetet i Tokyo, under åren 1961 till 1963. Under sin tid i Japan hade hon sin första individuella konstutställning i Minami-galleriet och träffade dessutom sin blivande make skulptören Fumio Yoshimura. År 1968 återvände hon till USA och New York, där hon än en gång undervisade engelska – den här gången vid Barnard College (privat och för kvinnor) – medan hon samtidigt doktorerade i engelska och komparativ litteratur vid Columbia University. Under denna tid levde Millett som en fattig hippie i Bowery. Hennes verk Sexual Politics, som kom ut två år senare, 1970, baserar sig på hennes doktorsavhandling.
Millett fick sparken från sin post vid Barnard College efter att hon 1968 hjälpt till att organisera studentprotester.

### Privatliv
Millett gifte sig 1965 med den japanske skulptören Fumio Yoshimura. De hade ett öppet förhållande, och under tiden de var gifta hade Millett flera förhållanden med kvinnor. I sitt verk Sita (1976) behandlar Millett sitt förhållande med en äldre kvinna. Millett och Yoshimura skiljde sig år 1985.
Vid ett antal tillfällen försjönk Millett i depression, och hon försökte flera gånger begå självmord. Hon blev ett antal gånger institutionaliserad av sin familj och blev senare aktiv inom rörelsen emot psykiatri.
År 1970 grundade Millett en så kallad "konstkoloni" på farmen La Grange längre norröver i delstaten New York, där hon sedan tillbringade sin tid omväxlande med boendet i lägenheten på Manhattan. La Grange ägnade sig åt julgransodling och kunde sommartid, tack vare Millett, fungera som en fristad för kvinnliga konstnärer.
Millett dog den 6 september 2017, under en semesterresa med sin partner Sophie Keir. De var i Paris för att fira sina födelsedagar, något de gjorde årligen. Dödsorsaken var hjärtstopp.

## Feminism
Millett menade att sex görs, för det mesta av männen, till en mycket större sak än det egentligen är. Enligt henne skulle kvinnor organiseras bäst genom en separation från männen, en både personlig och politisk separation. Hon tyckte att mannens värld karaktäriseras av kaos, våld och girighet, och att bland annat pornografi förstärker denna bild av mannens makt. Millett menade att samhällen styrda av kvinnor inte skulle bära på samma egenskaper, men att det bästa och mest humana samhället skulle kunna skapas genom en allians mellan könen.

### Aktivism
År 1979 blev Millett bjuden av iranska kvinnor till den första internationella kvinnodagen i Iran. De ville ha hennes hjälp i kampen för kvinnans rättigheter. Hon reste dit med sin dåvarande partner, fotojournalisten Sophie Keir. De blev dock arresterade och utvisade av Ruhollah Khomenis regering. Millett skriver om detta i sitt verk Going to Iran (1981).

### Sexual Politics
Millett mest kända verk, Sexual Politics (på svenska Sexualpolitiken) – en än idag är kontroversiell bok – baserar sig på hennes doktorsavhandling. Boken kom ut år 1970, innehåller främst kritik av litteratur och kultur, och anses fastställa den tidens feministiska rörelses mål och strategier. Verket rönte ett enormt inflytande över utvecklingen av kvinnorättsrörelsen, och man använde sig mycket av teorierna till att stödja rörelsen. I verket behandlar hon teorin om patriarkatet och samhällets könsmaktsordning, och hon lade därmed grunden för en feministisk inriktning – den radikala feminismen. Hon undersökte alltså maktrelationer i förhållande till sexualitet och kön.
Millett kritiserade bland annat den progressiva, liberala vänstern, och dess nyckelfigurer som Henry Miller, Norman Mailer, D.H. Lawrence och Jean Genet. Dessa män ansågs vara kämpar för den sexuella revolutionen, men Millett ansåg sig ur deras texter kunna urskilja förakt och hat mot kvinnor. Enligt henne grundade sig erotiken i deras verk på en inbäddad tanke om kvinnlig underordning och manlig dominans, men det var egentligen inte erotik eller sexualitet som stod i fokus i deras verk. Millett menade att deras egentliga motiv var makt, och inskrivet i deras texter fanns behovet att dominera genom sexuella handlingar. Hon pekade bland annat på Norman Mailer och menade att han uppvisade ängslighet kring maskulinitet och allt som kunde tänkas hota den: "Precarious spiritual capital in need of endless replenishment and threatened on every side." Hon kritiserade även Sigmund Freud för hans teori om så kallad "penisavund".

#### Patriarkatet
Patriarkatet innebär en samhällsordning där män har makten och är de som bestämmer. I Sexual Politics menar Millett att mannens överordning inte beror på några naturliga eller biologiska faktorer utan att hans makt har utvecklats från sociala strukturer. De olika könens relation till varandra kan ses som politisk, då den överordnade med hjälp av patriarkatet dessutom får ideologisk makt över den underordnade. Härmed, menar Millett, blir även feminism per definition en politisk rörelse.
Millett tyckte däremot inte att själva patriarkatet kunde anses vara politiskt, eftersom det är så ingrott i vårt samhälle och kultur. Patriarkatet lärs in hos oss redan som barn, både medvetet och omedvetet, och Millett att det är en samhällsordning som starkt formar vår identitet. Familjen fungerar som en spegel av det större samhället och dess ordning och makthierarki, och därmed bekräftar den även patriarkatet. Den kommer till oss genom olika medier, utbildning, populärkultur, religion med mera, och den blir så stark att individen följer den av rädsla för att framstå onormal. Kvinnor socialiseras alltså till att acceptera och till och med försvara sitt lägre status, något Millett kallar "interior colonization" ('inre kolonisering'), och hon påpekar dessutom att många kvinnor inte ens uppfattar sig själva som förtryckta.

#### Berömmelse
Två veckor efter utgivningen 1970 hade boken sålt i 10 000 exemplar, och tidskriften Time drev Millett till berömmelse då den hade henne som dess omslagsbild augusti 1970. Millett ses med sin bok, tillsammans med Ti-Grace Atkinson och Shulamith Firestone, som arkitekten för feminismens andra våg. The New York Times kallade verket "the Bible of Women's Liberation" och "a remarkable document because it analyzes the need and nature of sexual liberation while itself displaying the virtues of intellectual and emotional openness and lovingness."
Millett vande sig aldrig vid den berömmelse hon fick i och med Sexualpolitiken. Hon hade egentligen inte tänkt bli karriärfeminist; hon var mer intresserad av att utöva sin konst som skulptör. Hon tog mycket illa upp då verkets framgång även väckte negativ kritik hos feminister. De beskyllde henne bland annat för att presentera sig själv som ledare för rörelsen. I och med publiceringen kom Millett ut som lesbisk, men till och med lesbiska feminister kritiserade henne – i det fallet för att hon inte hade kommit ut tidigare. I december 1970 påstod dessutom Time att Milletts sexualitet diskvalificerade henne som taleskvinna för rörelsen; i tidningen menades det att det skapade tveksamhet kring hennes teorier och bekräftade skeptikers uppfattning om alla liberaler som lesbiska. Kvinnorörelsen var splittrad över de lesbiska; detta innebar att många liberala feminister var emot Millett. Betty Friedan hade i sitt verk Den kvinnliga mystiken (1963) kallat frågan "the lavender menace" ('lavendelhotet'), och tre årtionden senare uttryckte Andrea Dworkin att "Betty Friedan had written about the problem that had no name. Kate Millett named it, illustrated it, exposed it, analysed it."

## Andra verk
Millett har skrivit två självbiografier om sin egen sexualitet: Flying (1974) och Sita (1977). Hon skrev verket The Loony-Bin Trip (1990), utgående från sin erfarenhet av att bli institutionaliserad på grund av sin depression. Mother Millett (2001) baserar sig på hennes förhållande med sin moder, Helen Feely Millett, medan The Politics of Cruelty (1994) tar ställning mot tortyr.